# Horst Neubert
Horst Neubert (* 21. April 1932 in Lugau; † 23. Juli 2015) war ein deutscher Kinderbuchautor.

## Leben
Horst Neubert lebte in Lugau am Nordrand des Erzgebirges. Er war in der DDR als Landarbeiter und Schlosser in einem Steinkohlenwerk tätig. Später wurde er Grubenlokfahrer in einem Wismutschacht. Anschließend war er als Redakteur der Freien Presse tätig. In dieser Zeit erschienen erste Kurzgeschichten aus seiner Feder in der Gewerkschaftszeitung „Tribüne“. Als Vorsitzender der Bezirksarbeitsgemeinschaft (BAG) Schreibender Arbeiter des Bezirkes Karl-Marx-Stadt wurde er 1967 mit dem Preis für künstlerisches Volksschaffen II. Klasse ausgezeichnet.
Seit 1970 widmete er sich vorwiegend der Tätigkeit als Kinderbuchautor und hielt bis ins hohe Alter noch Lesungen aus seinen Büchern, vor allem für Schulklassen. Zielgruppe seiner Bücher waren überwiegend Kinder im Alter von circa 10 Jahren.
Horst Neubert war Mitglied des Verbandes deutscher Schriftsteller und Ehrenmitglied des Kinder- und Jugendtheaters Stollberg/Erzgebirge.
Neubert war Vater von vier Kindern. Er starb im Alter von 83 Jahren.

## Bibliografie
- Das geheime Tagebuch – Erzählung (1964)
- Nichts als Scherereien – Erzählungen (1966)
- Immer wieder Scherereien – Erzählungen (1969)
- Abenteuer auf der roten Halde – Theaterstücke (1970)
- Perle Pfiffikus – Kinderroman – (1974)
- Wir sind doch keine lahmen Enten – Erzählung (1978)
- Rekord unter Tage – Tatsachenbericht (1983)
- Scherereiengeschichten I und II in einem Band (1983)
- Drehbuch für einen Kinderspielfilm (Erstsendung 1988, DFF / Zweitsendung 1997, MDR)
- Nikos pelzige Gesellen – Erzählung (1995)
- Scherereien ohne Ende – Erzählungen und Gedichte (1999)
- Die letzten Scherereien – Erzählungen und Gedichte (2003)
- Nichts als Scherereien, novum eco (2007), ISBN 978-3-85251-107-8